# Casals del Quimet
Casals del Quimet és un paratge de camps de conreu de secà del terme municipal de Conca de Dalt, a l'antic terme de Toralla i Serradell, al Pallars Jussà, en territori que havia estat del poble de Torallola.
Està situat a prop de l'extrem oriental del terme municipal, en el seu enclavament de Toralla i Serradell, a llevant de Torallola i a ponent de Puimanyons, al sud-est dels Casals de Gramalló i al sud dels Casals de Terraquet, dalt d'una serreta a l'esquerra del barranc de Saülls, al sud-est de la partida de Somera i al nord de la de Segalins.